# Lindcar Auto
Die Lindcar-Auto AG war ein deutsches Unternehmen zur Herstellung von Automobilen, dessen Sitz sich in Berlin, Mohrenstraße 57, befand. Es wurde 1920 gegründet und stellte von 1921 bis 1925 Automobile unter der Marke Lindcar her, ab 1922 auch Fahrräder. Ab 1926 wurden unter der geänderten Firma Lindcar Fahrradwerk AG ausschließlich Fahrräder produziert, 1936 wurde das Unternehmen aufgelöst.

## Unternehmensgeschichte

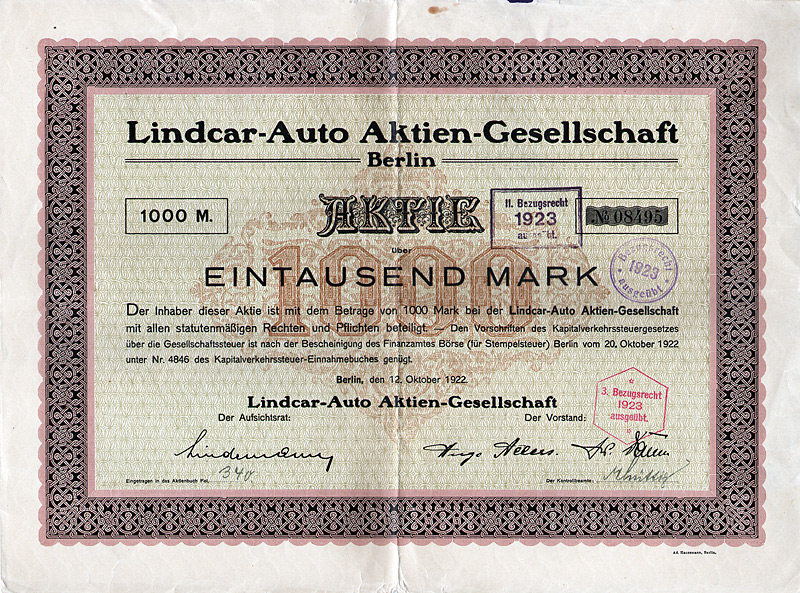
Aktie über 1000 Mark der Lindcar-Auto AG vom 12. Oktober 1922

Die Automobilproduktion von Lindcar begann im Gewerbehof Kochstraße 37 in der südlichen Friedrichstadt (später zum Stadtbezirk Kreuzberg gehörig). Im Jahr 1922 verlegte das Unternehmen die Produktion in die Anlagen der ehemaligen Lichtenrader Metallwaren-Fabrik GmbH in Berlin-Lichtenrade. Unter dem Direktor Wilhelm Kulp, der zuvor in leitender Position beim Werk Wittenau der Deutsche Waffen- und Munitionsfabriken AG und beim Werk Haselhorst der Deutsche Werke AG war, begann Lindcar 1922 auch mit der Herstellung von Fahrrädern. Der Unternehmenszweck wurde nun mit „Herstellung und Vertrieb von Kraftwagen jeder Art und Fahrrädern sowie Handel mit Motoren und allen sonstigen einschlägigen autotechnischen Artikeln“ beschrieben.
Die Produktion eigener Kleinwagen-Modelle wurde 1925 eingestellt, die Unternehmensleitung hatte die Absicht, künftig als Montagewerk und Vertriebsorganisation eines ausländischen Automobilherstellers zu arbeiten. Bis zum Herbst 1925 konnte diese Neuausrichtung jedoch wegen „Einfuhrschwierigkeiten“ nicht umgesetzt werden. Kurze Zeit später übernahm die gewerkschaftseigene Bank der Arbeiter, Angestellten und Beamten AG die Aktienmehrheit, die Automobilproduktion wurde nun endgültig aufgegeben und das Unternehmen mit der geänderten Firma Lindcar Fahrradwerk AG unter Direktor Kulp weiterführt.
Die ursprünglichen Mehrheitsaktionäre der Lindcar-Auto AG, die Brüder Carl und Gustav Lindemann, wurden 1927 wegen betrügerischer Kursmanipulation verurteilt.
Die Auflösung der Gewerkschaften und ihrer Eigenbetriebe durch die Nationalsozialisten entzog auch der Lindcar Fahrradwerk AG die Grundlage und das Unternehmen wurde 1936 aufgelöst. Ob sich keine Interessenten für eine Übernahme der Fahrrad-Produktion fanden, ist unklar; stattdessen wurden die Lichtenrader Betriebsanlagen von der Briefordnerfabrik Herm. Herdegen erworben.

## Fahrzeuge
Die zwei- oder dreisitzigen Roadster mit Bootsheck waren aus Sperrholz gefertigt. Außerdem wurde ein Geschäftswagen mit 300 kg Tragfähigkeit angeboten. Dem Antrieb dienten vorne eingebaute Motoren verschiedener Hersteller, deren Leistung mit 4/14 PS und 5/15 PS angegeben war. Auf Wunsch gab es ein Soden-Vorwahlgetriebe der Zahnradfabrik Friedrichshafen AG, benannt nach dem Konstrukteur Alfred Graf von Soden-Fraunhofen († 1944). Lindcar-Fahrzeuge beteiligten sich am Rennen der Deutschen Automobilindustrie auf der AVUS am 11. Juni 1922 und am Kleinautorennen ebenfalls auf der Avus am 30. September 1923, erreichten jedoch keine vorderen Plätze.
Mindestens ein Fahrzeug nahm 1923 am Kleinautorennen auf der Berliner AVUS teil.